# Districte de Sagaing
El districte de Sagaing és una divisió administrativa de la divisió de Sagaing a Birmània (Myanmar) amb una superfície de 2.483 km² i una població de 652.591 (2001). És format per tres townships: Sagaing, Myin-Mu i Myaung. Innwa fou capital de Birmània. Pinya i Myinzaing, al sud d'Ava, al township de Tada-u, també foren capitals. Les pagodes per tot el districte són nombroses especialment a la vora de l'Irauadi, sent la més coneguda la de Mingun començada per Bodawpaya el 1790 i continuada fins al 1803, però mai acabada; es troba a la riba del riu a uns 12 km al nord de Mandalay; fou damnada pel terratrèmol de 1839; inclou la famosa campana de Mingun la més gran del món de 4 metres d'altura i 5 de diàmetre; però la pagoda més reverenciada és la de Yazamanisula o Kaunghmudaw, a uns 7 km al nord-oest de Sagaing, construïda per Thalunmintayagyi, rei d'Ava, el 1636. Altres són la de Ngadatgyi, a sagaing, les de Shinbinnangaing i Shwemoktaw del segle x, i la d'Onminthonze, a la serralada de Sagaing amb 44 figures de Buda.

## Història
El territori de Sagaing fou sempre el centre del domini birmà, tant quan el regne tenia capital a Pagan com quan era al Regne d'Ava o a la mateixa ciutat de Sagaing. Per la seva història vegeu Birmània. El novembre de 1885, després de la rendició del reu Thibaw, una columna britànica va marxar des de Mandalay a Myingyan via Ava i se li va unir el taunghu o governador d'Ava que va fer bons serveis als britànics. La fortalesa de Sagaing fou ocupada el desembre de 1885 però l'administració regular no fou introduïda i van passar dos anys fins que va quedar organitzada i en aquest temps fou un territori turbulent; els britànics dominaven Sagaing i Myinmu on tenien guarnicions però la resta de la província estava en mans dels dacoits (bandits, de fet resistents); dos oficials britànics foren morts prop de Sagaing en els primers mesos de 1886. Hi havia diverses bandes de dacoits sent la més notable la de Hla U, que operava a la zona de Myinmu. L'antiga subdivisió d'Ava, després suprimida, i que estava formada pels townships de Tada-u i Ngazun, formava aleshores un districte separat on operava un cap anomenat Shwe Yan. Les forces britàniques establertes a les posicions de Myotha i Myinthe, amb diverses operacions, van expulsar a Shwe Yan a l'altre costat del Panlaung a l'abril però més tard el cap rebel es va fer fort al territori entre el Panlaung i el seu afluent el Samon. El 1887 la situació no havia canviat i els dacoits continuaven dominant el territori. Es van fer grans esforços per capturar a Hla U, però no van tenir èxit, si bé, per sort pels britànics, fou assassinat per un dels seus propis homes; els seus lloctinents, principalment Nyo U, Nyo Pu i Min O, aviat van recuperar força i van seguir dominant el país i a la zona d'Ava el rebel Shwe Yan desafiava obertament a les autoritats i en un dels combats van morir dos oficials britànics.

## Geografia
A l'inici del 1888 el districte d'Ava es va fusionar al de Sagain (i va formar per un temps una subdivisió). Finalment el 1888 operacions militars a gran escala dirigides pel general Penn Symons, encara que no van tenir un èxit decisiu van fer que lentament la força dels rebels disminuís lentament i les regulacions que castigaven als pobles que no s'oposaven als dacoits (i la deportació de les persones sospitoses d'ajudar-los) van portar a la pacificació del país; al final del 1888 no menys de 26 caps dacoits entre els quals Shwe Yan, havien estat morts, i el mateix nombre capturat; molts dels seus seguidors es van entregar.
Sota domini britànic consta amb una superfície de 4.823 km² i estava creuat per l'Irauadi, i limitat pel districte de Lower Chindwin i pel districte de Shwebo, a l'est per la divisió de Mandalay (districtes de Mandalay i Kyaukse), al sud pel districte de Myingyan, i a l'oest pel districte de Pakokku i el districte de Lower Chindwin. El township de Sagaing estava a l'est, els de Myinmu, Chaungu i Myaung a l'oest i els de Tada-u i Ngazun al sud. Altre riu important a part l'Irauadi, era el Mu. Les muntanyes principals eren les de la serra de Sagaing amb cims al Mingun (416 metres) i al Mozataung (457 metres).
La població era 246.141 (1891) i 282.615 (1901). L'única ciutat era Sagaing. El 99% eren birmans, parlaven birmà i eren budistes. Administrativament estava format per dues subdivisions i sis townships:
- Sagaing
  - Sagaing
  - Tada-u
- Myinmu
  - Myinmu
- Chaungu 
  - Myaung
  - Ngazun

Hi havia 389 caps de poblats dels quals 29 amb poders especials criminals i 46 poders especials civils. El towship de Sagaing tenia 1256 km² i estava entre l'Irauadi i el Mu. La població era de 66.989 el 1891 i de 77.578 el 1901, distribuïts en una ciutat (Sagaing amb 9.643 habitants) i 211 pobles.